# 상업용 청소
상업용 청소(Commercial cleaning) 회사는 다양한 건물에서 청소 작업을 수행하도록 계약된다. 상업용 청소 직원은 흔히 관리인 또는 청소부라고 불리며, 학교, 은행, 사무실 등 다양한 건물에서 일한다. 청소부 또는 청소부의 주요 업무는 상업용 건물에서 작업하는 동안 빠르게 변화하는 환경에서 소독하고 청소하는 것이다.

## 청소 기술 및 장비
상업용 사무실 청소 회사는 청소 과정을 용이하게 하고 신속하게 처리하기 위해 다양한 청소 방법, 화학 물질 및 장비를 사용한다. 작업 범위에는 바닥, 타일, 칸막이벽, 내벽, 매달린 천장, 조명, 가구 및 청소, 창문 청소, 위생 시설 및 세면 시설, 주방 및 식사 공간, 소모품 및 여성 위생 시설의 정밀 청소, 전화기, IT 기기 청소 및 필요에 따른 기타 정기 청소를 포함한 모든 내부, 일반 및 일상 청소가 포함될 수 있다. 본질적으로 부동산 중개인을 위한 부동산 청소든, 건축 프로젝트 후처리 청소든, 상업적 사업과 관련된 모든 것을 의미한다. 카펫 청소는 정기적인 진공 청소를 하더라도 18개월에서 24개월마다 온수 추출을 해야 한다. 외부 청소, 쓰레기 수거, 낙서 제거도 포함될 수 있다.
영국 청소 과학 연구소(BICSc)와 국제 위생용품 협회(ISSA)라는 두 개의 세계적인 청소 산업 협회는 모두 청소 활동에 참여하는 관리자와 작업자를 위한 표준을 발표한다.

### 소모품
청소 업체는 계약서에 페이퍼 타월, 휴지, 액체 세제, 쓰레기 봉투 등과 같은 소모품을 제공하도록 규정하는 경우가 많다.